# 遊水池

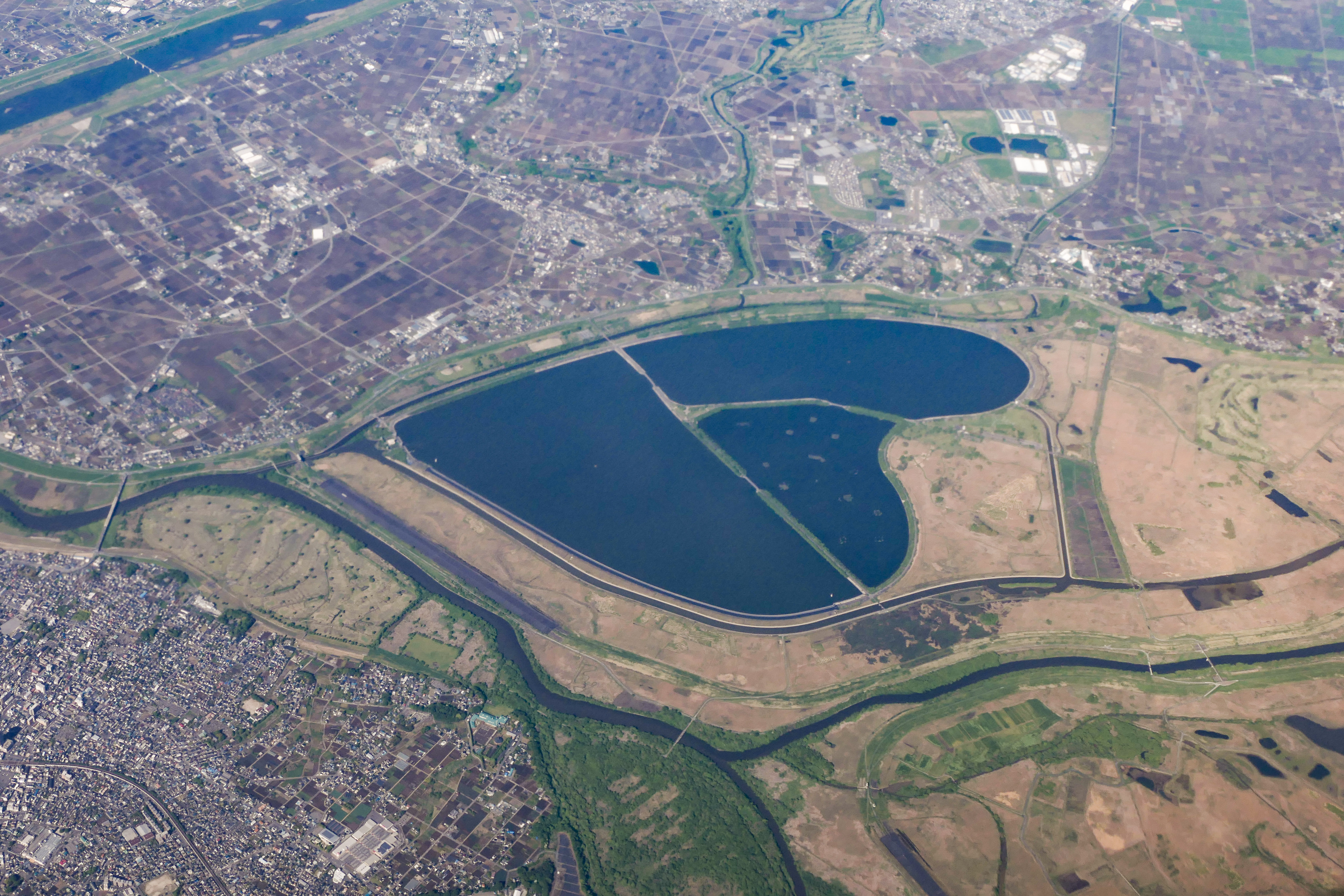
渡良瀬遊水地航空写真

遊水池（ゆうすいち）とは、洪水時の河川の流水を一時的に貯留させる土地のことである。遊水地と表記する場合もあるが、治水機能を表す場合は池を、土地そのものの場所や土地利用を表す場合は地を用いる傾向にある（河川法上の記載は遊水地）。下流の水害を軽減する目的で河川に設置される。土地開発などを通じて設置される小型の調整池とは別物である。設置にあたっては平野部に大面積の土地を確保する必要があることから、土地利用が進んだ日本国内では設置が困難な場合も多い。

## 遊水池設置に向けた動き
1990年代以降、有識者により提唱された緑のダム構想をうけて、従来のコンクリートダムに代わるものとして森林整備と遊水池を組み合わせた治水計画が各地で模索された。しかし、用地買収に掛かる補償費用が莫大な額となること、住居移転を余儀なくされること、平坦な平野部に計画されることが多く面積の割りに有効な水深を大きく得られない（無動力で流出入させる方がポンプが不要な分メンテナンスが低減されるが、河川水位よりも高く貯めることはできず、しかし深くすると排水できなくなる）ことなどのため、地元関係者からの反対などから事業の停滞もしくは白紙撤回を余儀なくされることもある。

## 遊水地内の土地利用の例
中華人民共和国安徽省にある王家ダムでは、下流に約180キロ㎡に及ぶ広大な遊水地が設定されている。遊水地内では通常時で約20万人が暮らし、比較的高度な土地利用がされているが、いったん淮河の水位が上昇すると避難を強いられることとなる。2020年7月には、長雨による増水のため住民の避難が行われた後、同月20日、13年ぶりに水門を開けられ遊水地への湛水が行われた。
日本の遊水地は、高い頻度で氾濫原となるため高度な土地利用が難しく、放置されたままアシや雑木が繁る草原になる場合がほとんどである。人が近寄らない環境となることから、多数の貴重な動植物が住み着き、新たな自然環境が出現することもある。全面買収した場合の活用としては、公園として整備し、公共用地として建物を建てる場合でも浸水を前提として下層をピロティにするなどして利用することがある。

### 遊水地地役権
遊水地内の土地利用を行いつつ洪水調整機能を持たせることのできる権利処理としては、地役権の設定を行う方法がある。地役権とは設定行為で定めた目的に従い、承役地を地役権者の持つ要役地の便益に供する権利である。遊水地内が浸水することで、遊水地の外の土地が守られるため、要役地を遊水地外の土地に設定するのが自然と考えられるが、地役権者である遊水地の事業者は保有していないので設定できない。一方、遊水地には堤防、特に越流提と減勢池がありこれらは洗堀を防ぐためにコンクリートなどで固められ耕作できない。そこで、越流提及び減勢池を遊水地の本体とみなし用地を買収して要役地とし、これらを機能させるためとして遊水地内の耕作可能な土地を承役地として地役権を設定する。この場合、地役権設定の補償として土地の評価額の20%～30%が支払われる一方、家屋やビニールハウスなどの工作物の設置が制限される。遊水地内は数十年に一度浸水が想定される土地になるが、堤防なども整備されるため治水事業全体としては治水安全度は向上する。その他の支払いは地役権者からは行われないものの、冠水した際には農業共済の補償は適用される。用地を買収する場合と比べた時には、費用を圧縮し遊水地内の土地を有効利用できる一方、掘りこむことによって湛水容量を増大することができないため広い面積に設定する必要があるという欠点がある。